# Mario Manzoni
Simone Biasci (Almenno San Bartolomeo, Lombardía, 14 de julio de 1969) era un ciclista italiano, que fue profesional entre 1991 y 2004. En su palmarés destaca una victoria de etapa al Giro de Italia de 1997. Un golpe retirado, ha dirigido diferentes equipos.

## Palmarés
- 1988
  - 1º en el Piccolo Giro di Lombardia
  - 1º en la Coppa Stignani
- 1989
  - 1º en la Coppa Caduti Nervianesi
- 1990
  - 1º en el Gran Premio Somma
  - 1º en el Gran Premio Delfo
  - Vencedor de una etapa de la Settimana Ciclistica Bergamasca
- 1992
  - 1º en el Trofeo Masferrer
- 1993
  - Vencedor de una etapa de la Ruta México
- 1994
  - Vencedor de una etapa de la Tirreno-Adriático
- 1996
  - Vencedor de una etapa del Tour de Romandía
- 1997
  - Vencedor de una etapa del Giro de Italia
- 1998
  - Vencedor de una etapa del Tour de los Alpes
  - Vencedor de una etapa de la Settimana Ciclistica Bergamasca

### Resultados al Tour de Francia
- 1995. Abandona (4a etapa)

### Resultados a la Vuelta en España
- 1991. Abandona

### Resultados al Giro de Italia
- 1993. 121.º de la clasificación general
- 1995. 108.º de la clasificación general
- 1996. 86.º de la clasificación general
- 1997. Abandona. Vencedor de una etapa
- 2000. 86.º de la clasificación general
- 2001. 116.º de la clasificación general
- 2002. 136.º de la clasificación general
- 2003. 80.º de la clasificación general
- 2004. 135.º de la clasificación general